# Parc de Blossac
Pour les articles homonymes, voir Blossac.

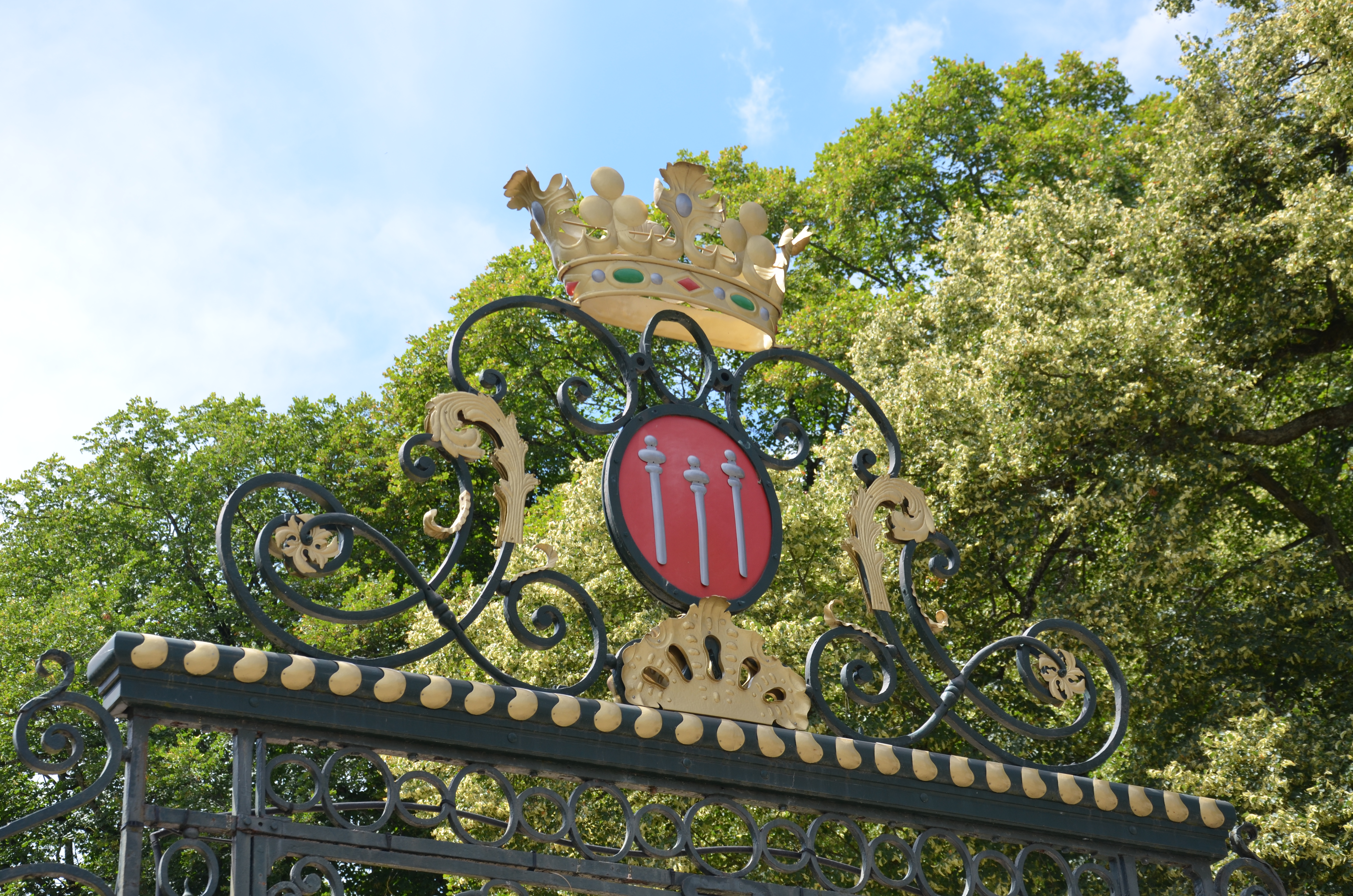
Le détail du haut de la grille principale

Le parc de Blossac est un parc et un jardin de Poitiers aménagé par Paul Esprit Marie de La Bourdonnaye, comte de Blossac, intendant du roi Louis XV entre 1753 et 1770. 

## Histoire

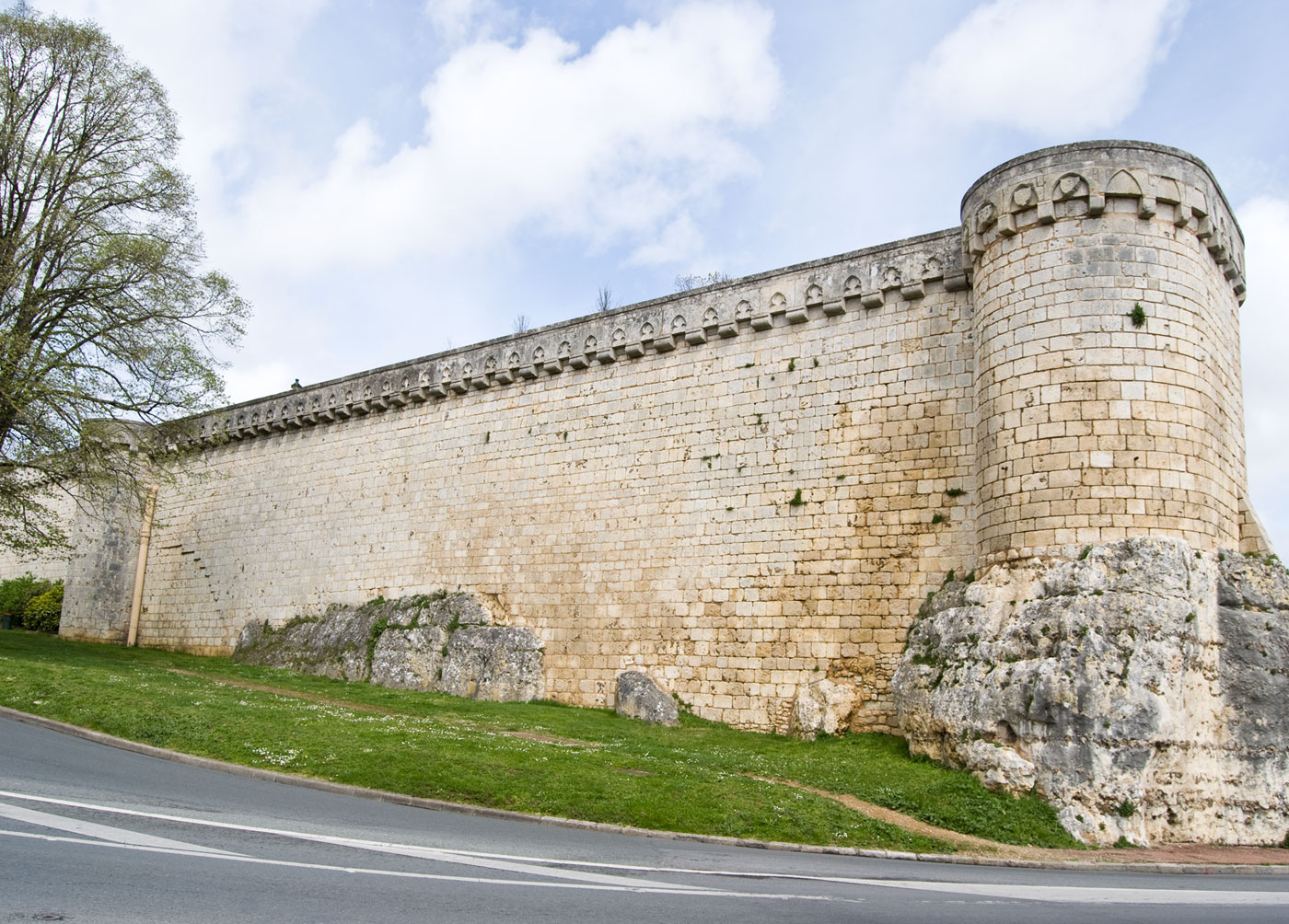
Muraille du et la "Tour à l'oiseau" derrière lesquels a été aménagé le parc au XVIIIe

Au début du XVIIIe siècle, la ville de Poitiers n'est plus une cité de premier ordre comme elle le fut aux siècles précédents. L'intendant le Nain avait déjà aménagé, à la fin du XVIIe siècle, la promenade des Cours, mais le reste de la ville était encore doté d'un urbanisme médiéval gênant et peu commode. Le comte de Blossac, nommé intendant en 1751, avait pour projets la création de nouvelles rues, la démolition des anciens remparts et la création d'un grand espace vert sur la pointe sud du plateau poitevin. De tous ces projets, seuls furent réalisés quelques boulevards, le Pont-Neuf (1778) et le grand parc qui porte aujourd'hui le nom de son créateur, terminé en 1770.
Le parc occupe une superficie de 9,5 ha à l'emplacement de l'ancienne nécropole antique de Blossac-Saint-Hilaire. Au XVIIIe siècle, ce terrain était occupé par des vergers et limité sur sa partie sud par les remparts d'Aliénor d'Aquitaine, restaurés par Jean de Berry à la fin du XIVe siècle.
En 1777, Louis XVIII, encore comte de Provence, se promène dans les jardins de Blossac.

## Structure

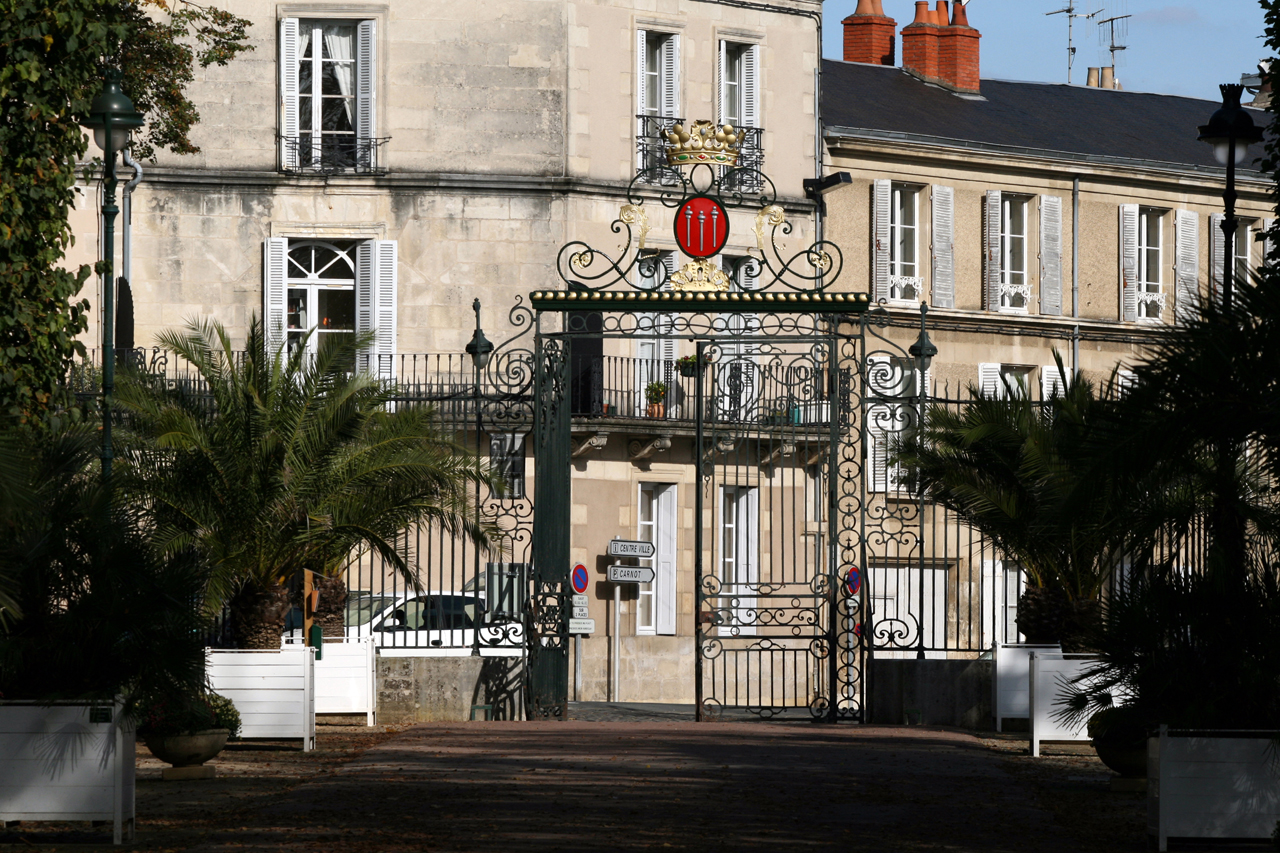
Grille d'entrée principale

### Jardin à la française
Le jardin est aménagé dans le goût français, de part et d'autre d'une grande allée. Des allées perpendiculaires donnent des vues sur la vallée du Clain. L'emplacement est propice à la contemplation de la nature selon le goût de l'époque. Ainsi, le modèle en est l'esplanade de Saint-Germain-en-Laye. Pour l'occasion les remparts furent restaurés : c'est une rareté en France à l'époque où l'on méprisait le gothique, peut-être due au goût pour les ruines. L'ancien chemin de ronde et les tours de guet telles que la grande Tour à l'Oiseau sont aménagés avec des bancs de pierre.
De part et d'autre des allées s'alignent des arbres taillés en rideau, et différents axes secondaires s'ouvrent sur d'autres vues. Un labyrinthe s'y trouvait alors, de même que des mûriers afin d'y élever des vers à soie. Il est alors appelé "Parc des Gilliers".
Vers 1840 on y inaugure un jet d'eau.
L'entrée est encore ornée d'une grille en fer forgé ornée des armoiries du comte.

### Jardin anglais

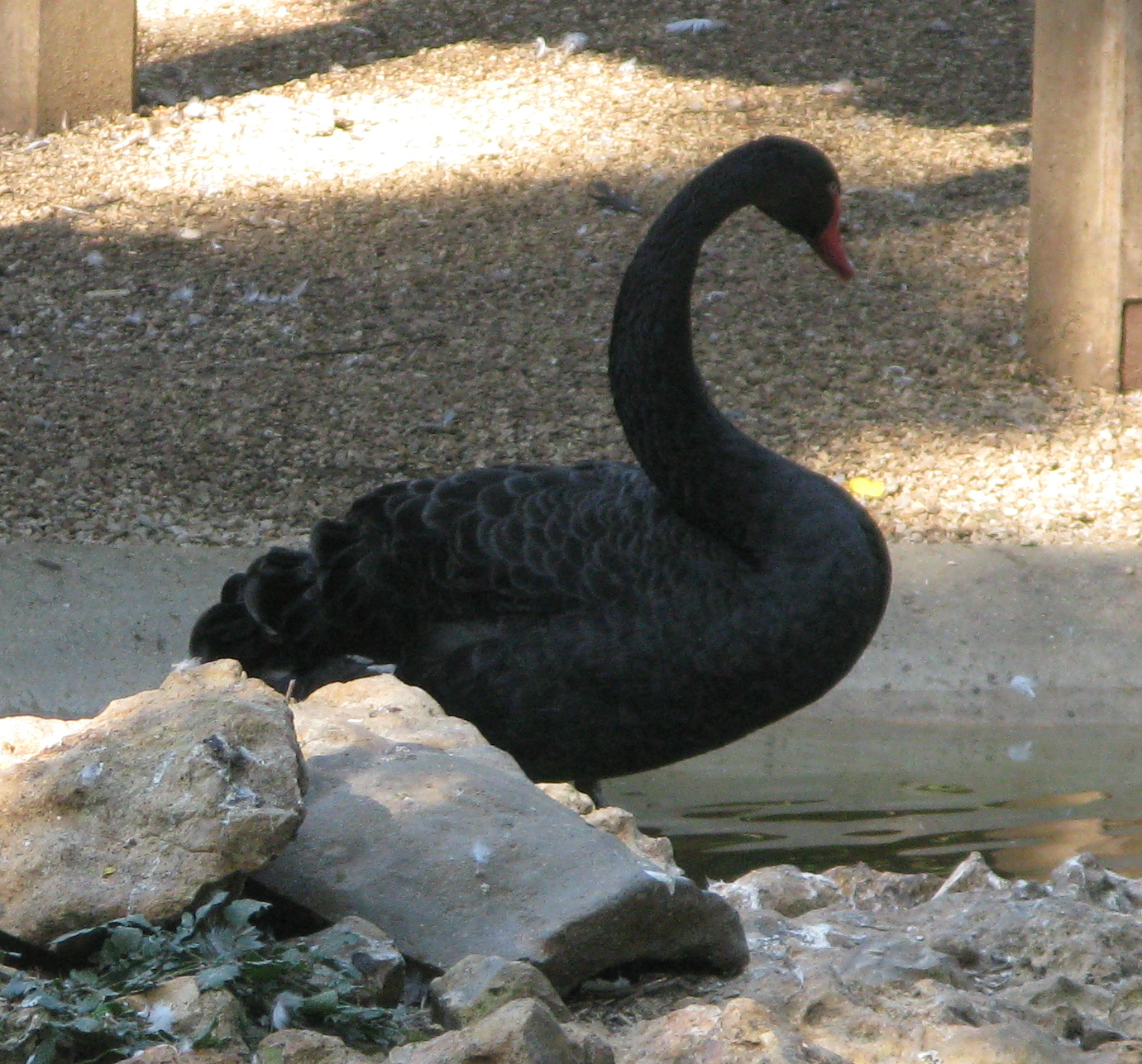
Cygne noir dans la ménagerie.

Dès 1887, un petit jardin anglais est aménagé. À cette occasion le parc est orné de statues et de bronzes, de bassins, de ponts et de kiosques rustiques. Une petite ménagerie s'y trouve désormais.

### Jardin de rocaille

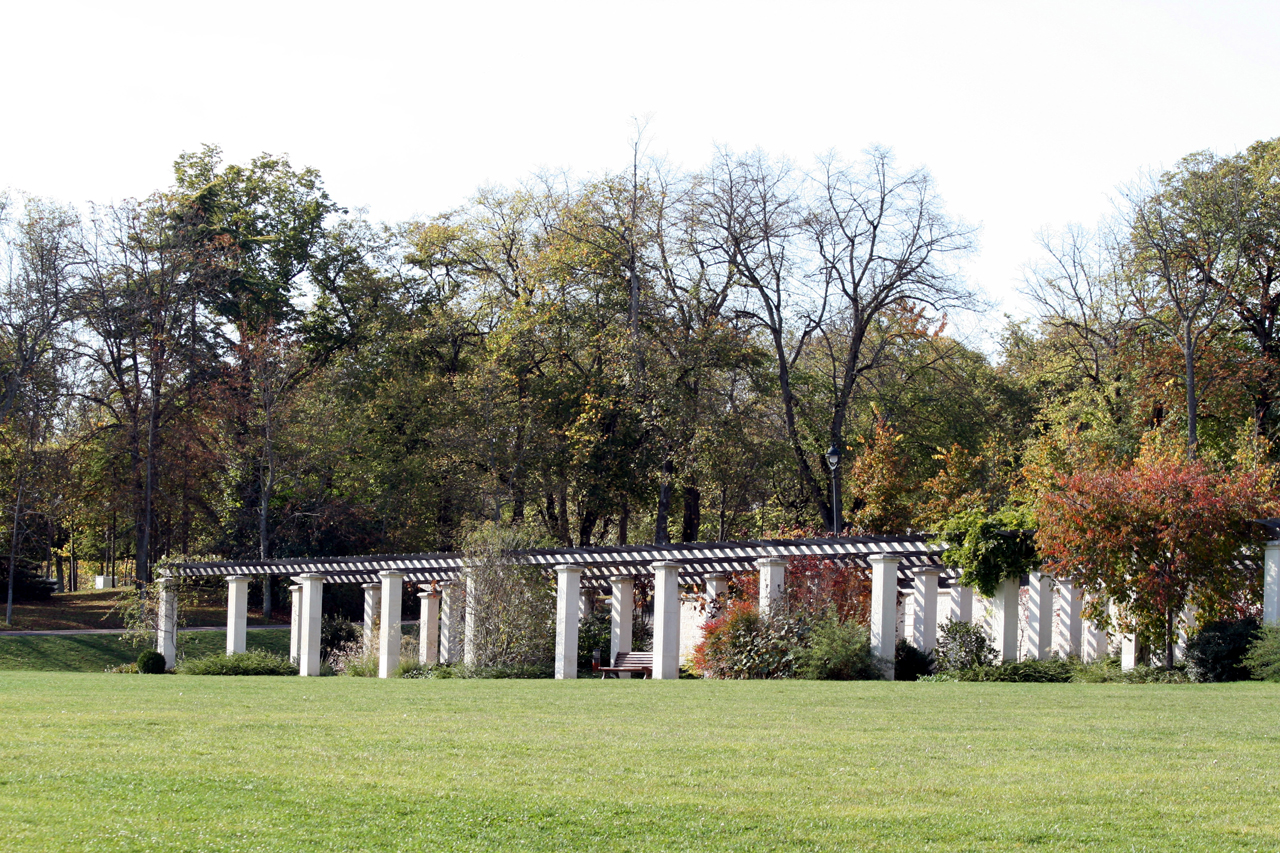
Pergola du Jardin d'Ombre

Un jardin de rocaille a été aménagé dans les années 1970 au pied des rochers qui longent le boulevard Sous-Blossac.

### Jardin contemporain
À l'est, là où se trouvait le labyrinthe, un grand pré fut aménagé au cours du XIXe siècle. C'était le lieu de la plupart des festivités poitevines au début du XXe siècle. Dans les années 1960, la gare routière occupa l'espace avant son transfert dans la cour de la gare. Depuis 2002, le grand pré a retrouvé sa fonction d'origine, avec l'ajout du « Jardin d'ombre et de lumière », composé de bosquets, d'un théâtre de verdure et d'une grande pergola contemporaine.

## Sculptures du parc
- La Joie maternelle (1860) par Antoine Étex
- la Douleur maternelle (1860) par Antoine Étex
- Le Lion amoureux par Hippolyte Maindron
- Monument à Léon Perrault par Raymond Sudre
- Monument à Blossac par Raymond Sudre
- dans le jardin anglais, nombreux sujets en fonte de Durenne dont une fontaine Wallace. Une de ces sculptures, Amour sur un dauphin[4], est dérobée dans la nuit du 6 au 7 juillet 2015[5].
- dans "l'allée du vase", copie en pierre du vase de Warwick
- monument à la Résistance de Philippe Amiel

## Iconographie

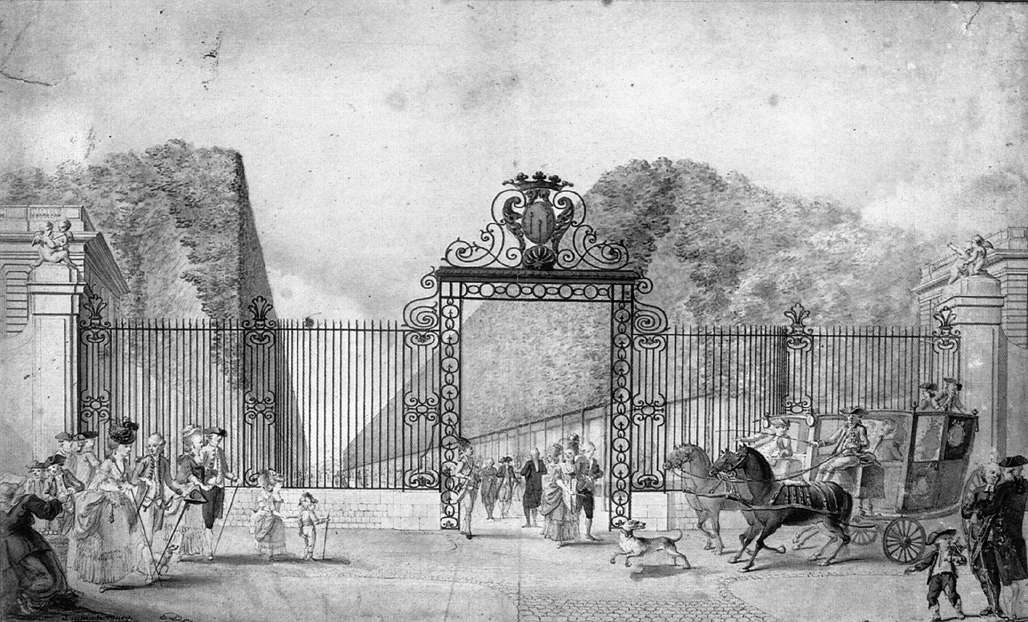
L'entrée du Parc de Blossac, par Gaspard Duché du Vancy, aquarelle et crayon sur papier, vers 1780 (Médiathèque François-Mitterrand, Poitiers)

Le peintre et dessinateur français Gaspard Duché de Vancy a réalisé une grande aquarelle de l'entrée du parc. On y reconnait la grille, les armoiries de Blossac et les arbres taillées, beau décor pour des promeneurs élégants à la mode des années 1780. Par la suite le parc, avec ses allées rectilignes et rigoureuses, apparait régulièrement dans les gravures du XIXe siècle, et a été photographié par Alfred Perlat et Jules Robuchon.